# Partido Ecologista Verde
Partido Ecologista de Chile (PECH) är ett ekologiskt politiskt parti i Chile, bildat 2002. Partiet blev officiellt 21 januari 2008. Det är det första partiet med tydlig ekologisk ideologi i Chile och landets första officiella medlemmen i Globala gröna (Internationell samarbetsorganisation för gröna partier). Partiet deltog i kommunvalen 2008 i allians med Partido Regionalista de los Independientes (PRI) och vann ett fåtal mandat. I presidentvalet i Chile 2009 stödde partiet Marco Enríquez-Ominami.